# Anacamptodes illaudatum
Anacamptodes illaudatum är en fjärilsart som beskrevs av Dyar 1902. Anacamptodes illaudatum ingår i släktet Anacamptodes och familjen mätare. Inga underarter finns listade i Catalogue of Life.